# Gaj (Žumberak)
Selo Gaj je nekad bilo najviše naseljeno mjesto na Žumberku (850 mnv). Mjesto Gaj spada pod selo Sekulići, MO Radatovići, općina Ozalj. To seoce se smjestilo na najvišem brdu ispod Svete Gere. Svoje ime dobilo je po nekad doseljenim stanovnicima prezimena Gajski.
Selo sa sjeverne strane okružuje stoljetna šuma, a sa zapadne su nekada bile sjenokoše. S južne strane se pruža pogled na Radatoviće i Karlovac. Do Gaja vodi makadamski put (1 km) od sela Sekulića, smještenog na cesti Radatovići - Sveta Gera. 
U Gaju je prije Drugog svjetskoga rata živjelo 6 obitelji i svi su se prezivali Gajski (razlikovali su se po nadimcima: Nikac, Đan, Tića, Dopalo, Mijac, i Stari). U to vrijeme je selo imalo oko 45 stanovnika. Selo je udaljeno od Sekulića 1 km, a od Radatovića 4 km. Stanovnici Gaja bavili su se poljoprivredom.
Selo Gaj danas nema stalnih stanovnika.

## Vanjske poveznice
- Sjećanje na selo Gaj